# Raionul Iarișev, județul Moghilău
Raionul Iarișev a fost unul din cele șapte raioane ale județului Moghilău din Guvernământul Transnistriei între 1941 și 1944.